# IC 1099
IC 1099 — галактика типу SBc () у сузір'ї Дракон.
Цей об'єкт міститься в оригінальній редакції індексного каталогу.